# Lobo-da-estepe
O lobo-da-estepe (Canis lupus campestris), também conhecido como lobo do Mar Cáspio, é uma subespécie do lobo-cinzento nativo das estepes do Mar Cáspio, das regiões estepes do Cáucaso, da região do baixo Volga, do sul do Cazaquistão do norte ao meio do rio Emba, do norte dos Montes Urais, e das regiões estepes da parte baixa europeia da ex-União Soviética. Pode também ocorrer no norte do Afeganistão e do Irã e ocasionalmente nas regiões estepes da Romênia e Hungria.
Rueness et al. (2014) demonstrou que lobos da Cordilheira do Cáucaso da subespécie putativa caucasiana, C. l. cubanensis, não são suficientemente distintos geneticamente para serem considerados uma subespécie, mas podem representar uma ecomorfologia local do C. l. lupus. No Cazaquistão é comum aldeões mantê-los como cães de guarda.

## Aparência
É de dimensões medianas, pesando em torno de 35–40 kg, sendo assim um pouco menor que o Lobo-comum e seu pelo é mais esparso, mais grosso e mais curto. Os flancos são cinza claro, e as costas são cinza-ferrugem ou acastanhadas com uma forte mistura de pelos negros. Os pelos de guarda nas cernelhas normalmente não excedem 70–75 mm. O pelo do lobo da estepe na Ásia Central e no Cazaquistão tende a possuir mais tons avermelhados. A cauda é pouco peluda. O crânio mede de 224–272 mm de comprimento e de 128–152 mm de largura.
Lobos da estepe ocasionalmente assassinam focas-do-cáspio.